# Capitoli di Fire Force

Copertina del primo volume dell'edizione italiana, raffigurante Shinra

Questa è la lista dei capitoli di Fire Force, manga scritto e disegnato da Atsushi Ōkubo, e serializzato sulla rivista Shōnen Magazine, edita da Kōdansha, dal 23 settembre 2015 al 22 febbraio 2022.
In Italia la serie è stata pubblicata da Panini Comics sotto l'etichetta Planet Manga nella collana Manga Sun dal 4 maggio 2017 al 16 novembre 2023.

## Volumi 1-10
| 1  | 17 febbraio 2016 | ISBN 978-4-06-395567-5 | 4 maggio 2017     |
| 1  | Capitoli - 0. La recluta Shinra Kusakabe (森羅日下部入隊?, Shinra Kusakabe nyūtai) - 1. La prima missione (初現場?, Hatsu genba) - 2. Il demone, il cavaliere e la strega (悪魔と騎士と魔女?, Akuma to kishi to majo) - 3. Il cuore di un pompiere (消防官の心?, Shōbōkan no kokoro) - 4. Un sacrilego sospetto (怪しき冒涜者?, Ayashiki bōtokusha) - 5. La gara delle reclute (消防官新人大会?, Shōbōkan shinjin taikai) |                        |                   |
| 1  | Trama Shinra Kusakabe, un giovane soprannominato "Impronte del diavolo" a causa del suo potere di accendere i piedi a comando, si unisce all'ottava brigata della Fire Force, una squadra di vigili del fuoco sotto il Capitano Obi che distrugge gli umani trasformati in infernali. Durante la sua prima missione, Shinra ricorda gli eventi di cui è stato incolpato per un incendio che ha ucciso la sua famiglia dodici anni prima, cementificando il suo desiderio di diventare un eroe. Dopo aver incontrato il suo collega recluta Arthur Boyle ed aver appreso della gara delle reclute, Shinra incontra Tamaki Kotatsu della prima brigata e il suo capitano Leonard Burns, che riconosce come l'uomo che lo ha salvato dodici anni fa. Shinra incontra anche un misterioso pirocineta di nome Joker, che in precedenza aveva osservato la brigata prima di rivelare di avere un interesse per Shinra. |                        |                   |
| 2  | 15 aprile 2016 | ISBN 978-4-06-395646-7 | 6 luglio 2017     |
| 2  | Capitoli - 6. Il male che conosce la verità (真実を知る悪意?, Shinjitsu wo shiru akui) - 7. Il demonio e il joker (悪魔とJOKER?, Akuma to Jōkā) - 8. Cercando la verità (真実を求めて?, Shinjitsu o motomete) - 9. L'obiettivo dell'Ottava (第8が追うもの?, Dai hachi ga ou mono) - 10. L'incendiato cosciente (意志を持つ"焔ビト"?, Ishi wo motsu "homura bito") - 11. L'eroe e la principessa (ヒーローと姫?, Hīrō to hime) - 12. La Quinta e l'Ottava (第5と第8?, Dai go to dai hachi) - 13. Standby (スタンバイ?, Sutanbai) - 14. La decisione della santa (聖女の決意?, Seijo no ketsui) - 15. Comincia la guerra (開戦?, Kaisen) |                        |                   |
| 2  | Trama Shinra incontra Joker quando questi interferisce nei giochi delle reclute, rivelando al giovane che suo fratello minore Sho Kusakabe è ancora vivo mentre lo tenta in un'alleanza per apprendere ulteriori segreti dietro la Fire Force. Shinra apprende in seguito che l'ottava brigata è stata istituita per indagare sulle altre brigate speciali poiché operano in modo indipendente e potrebbero nascondere deliberatamente informazioni sulla combustione umana che potrebbero porre fine alla minaccia degli incendiati. Durante il loro incontro con Setsuo Miyamoto, un vigile del fuoco omicida che ha mantenuto il suo senso di sé dopo essersi trasformato in un incendiato, la brigata incontra la quinta brigata speciale sotto il comando della Principessa Hibana. La brigata viene costretta a consentire a Hibana di tenere Miyamoto in custodia per farci degli esperimenti. Ma quando Iris finisce per essere rapita da Hibana quando affronta la sua ex amica, il gruppo organizza una missione di salvataggio che li mette in conflitto con la quinta brigata. |                        |                   |
| 3  | 17 giugno 2016 | ISBN 978-4-06-395698-6 | 7 settembre 2017  |
| 3  | Capitoli - 16. L'errore del cavaliere (騎士の不覚?, Kishi no fukaku) - 17. Shinra vs. Hibana (シンラvs.火華?, Shinra vs. Hibana) - 18. Scontro (激突?, Gekitotsu) - 19. I fiori di fuoco promessi (約束の火華?, Yakusoku no hibana) - 20. Dove nascono gli incendiati (焔のう生まれる所?, Homora no umareru tokoro) - 21. Inizia l'indagine sulla prima brigata (第1調査開始?, Dai ichi chōsa kaishi) - 22. Infiltrati nella prima brigata (第1潜入作戦?, Dai ichi senyū sakusen) - 23. I membri della prima brigata (第1能力者たち?, Dai ichi nōryokusha tachi) - 24. Shinra Vs. Burns (シンラvs.バーンズ?, Shinra vs. Bānzu) - 25. A caccia del colpevole! (犯人を追え!?, Han'nin wo oe!!) |                        |                   |
| 3  | Trama L'ottava brigata prende lentamente il sopravvento sulla quinta brigata mentre Arthur distrugge Miyamoto e Shinra combatte Hibana, che si è rivelata l'unica sopravvissuta oltre a Iris quando il loro orfanotrofio è stato consumato dalle fiamme. Nonostante la sua determinazione e ideali, Hibana viene sconfitta e rivela a Obi che qualcuno sta trasformando le persone in incendiati all'interno del distretto di Shinjuku, che è sotto la giurisdizione di Burns e della prima brigata. Obi utilizza il sistema di rassegnazione degli allenamenti delle reclute per far infiltrare Shinra e Arthur nella prima brigata, e i due vengono messi sotto la cura del tenente Flam Karim dopo che Burns li sconfigge. |                        |                   |
| 4  | 17 agosto 2016 | ISBN 978-4-06-395736-5 | 23 novembre 2017  |
| 4  | Capitoli - 26. Gli insetti incendiari (炎の蟲?, Homora no mushi) - 27. Un male imperdonabile (許されざる悪?, Yurusa rezaru aku) - 28. Shinra vs. Rekka (シンラvs.レッカ?, Shinra vs. Rekka) - 29. Pugni o calci? (拳か脚か?, Kobushi ka ashi ka) - 30. L'uomo alle spalle (後ろに立つ男?, Ushiro Ni tatsu otoko) - 31. La fiamma del male si espande (燃え拡がる悪意?, Moehirogaru akui) - 32. Un nuovo nemico (新たなる敵?, Aratanaru teki) - 33. Il raduno degli eroi (英雄集結?, Eiyū shūketsu) - 34. Il giovane cavaliere (少年騎士?, Shōnen kishi) |                        |                   |
| 4  | Trama Shinra e Arthur non trovano nulla di male fino a quando il primo non vede qualcuno che usa un insetto per trasformare un essere umano in un infernale durante una missione. L'inseguimento porta i due da Karim e al suo tenente Rekka Hoshimiya, in seguito apprendendo che anche Karim sta indagando sugli insetti infernali con Rekka che si è rivelato essere il colpevole. Shinra salva Tamaki da morte certa dopo che questa ha capito troppo tardi che Rekka l'ha usata per riunire i bambini con uno sopravvissuto al processo e diventare un pirocinetico. Quando Rekka nota che uno dei suoi insetti reagisce a Shinra, rivela di agire sul richiamo dell'Evangelista per raccogliere dei "pilastri" in modo che possano trasformare la Terra in un secondo sole. Shinra ne è disgustato e capisce che il rapimento di suo fratello potrebbe essere collegato a ciò, sconfiggendo Rekka mentre Flam Karim che lo congela. Ma Rekka viene assassinato dai suoi compagni, che mutilano il tenente Huo Yan Li prima della fuga. Karim offre il suo aiuto all'ottava brigata mentre Tamaki viene trasferita da loro dopo la sua sospensione. |                        |                   |
| 5  | 17 ottobre 2016 | ISBN 978-4-06-395777-8 | 25 gennaio 2018   |
| 5  | Capitoli - 35. La promessa (約束?, Yakusoku) - 36. La nascita dell'ottava brigata - Parte 1 (第8特殊消防隊結成 前編?, Dai hachi tokushu shōbōtai kessei zenpen) - 37. La nascita dell'ottava brigata - Parte 2 (第8特殊消防隊結成 後編?, Dai hachi tokushu shōbōtai kessei kōhen) - 38. Sulle tracce dei vestiti bianchi (白づくめの行方?, Shiro zukume no yuku-e) - 39. Il pompiere più forte di tutti (最強の火消し?, Saikyou no hikeshi) - 40. La vigilia della battaglia di Asakusa (浅草開戦前夜?, Asakusa kaisen zenya) - 41. La rabbia del pompiere completo (怒りの煉合消防官?, Ikari no rengou shōbōkan) - 42. Obi vs. Benimaru (桜備vs.紅丸?, Ōbi vs. Benimaru) |                        |                   |
| 5  | Trama I capitani sono chiamati nella Sala del Trono Imperiale per una conferenza di emergenza per discutere dell'Evangelista e dell'Adolla Burst che Shinra possiede, e Shinra incontra Joker che gli rivela suo fratello minore, Sho Kusakabe, serve l'Evangelista come capo dei Cavalieri dell'ordine della Fiamma Cinerea. Durante la cena, Shinra condivide queste informazioni con la brigata, e il tenente Takehisa Hinawa in seguito gli racconta la storia della formazione della brigata. La brigata decide di arrivare senza preavviso presso la sede della settima brigata nel distretto di Asakusa prima che il suo capitano Shinmon Benimaru uccida un civile trasformato in un incendiato. Mentre la brigata riesce a conquistare la fiducia di Benimaru aiutandolo nella ricostruzione di Asakusa, viene attaccata da lui dopo che i cappucci bianchi hanno convinto Benimaru che loro sono i responsabili degli attacchi degli incendiati. Obi e Benimaru ingaggiano una lotta, prima che il braccio destro di Benimaru, Konro, interrompa il combattimento. |                        |                   |
| 6  | 16 dicembre 2016 | ISBN 978-4-06-395823-2 | 22 marzo 2018     |
| 6  | Capitoli - 43. La ragione per combattere (戦う理由?, Tatakau riyū) - 44. La nascita della settima (生まれる第7?, Umareru dai nana) - 45. La trappola è pronta (仕組まれた罠?, Shikumareta wana) - 46. Inseguendo il cecchino (狙撃手を追え!?, Sogekishu wo oe!) - 47. Lotta mortale due contro due (二対二の死闘?, Ni tai ni no shitō) - 48. L'orgoglio di Asakusa (浅草の誇り?, Asakusa no hokori) - 49. La festa delle botte (喧嘩祭り?, Kenka matsuri) - 50. Per chi sono le fiamme (誰が為の炎?, Dare ga tame no honō) - 51. Sakè (盃?, Sakazuki) |                        |                   |
| 6  | Trama Mentre Benimaru parte per confermare la testimonianza dell'ottava brigata, e Konro spiega le ferite subite la notte in cui la loro compagnia ha combattuto un pericoloso Infernale prima di diventare un ramo ufficiale della Fire Force, il gruppo trova i cittadini di Asakusa che discutono tra loro. Ciò si rivela causato da Yona dei Cavalieri della Fiamma Cinerea che usa i suoi poteri per alterare l'aspetto dei suoi subordinati per provocare il caos con alcuni che diventano Infernali che Benimaru combatte mentre Konro e gli altri affrontano gli incendiati. Shinra e Arthur riescono a ottenere il vantaggio su Arrow e Haran prima che quest'ultimo ingoia un insetto infernale e si trasforma in un incendiato di tipo demone, riconoscendo in Shinra l'Adolla Burst mentre Shinra devia i suoi attacchi e Benimaru distrugge in sicurezza l'incendiato. Più tardi, Benimaru e Obi condividono la coppa della fratellanza per sigillare l'amicizia tra la settima e l'ottava brigata. |                        |                   |
| 7  | 17 febbraio 2017 | ISBN 978-4-06-395869-0 | 24 maggio 2018    |
| 7  | Capitoli - 52. Il mondo delle fiamme (焔の世界?, Honō no sekai) - 53. Il dio della forgiatura (鍛冶場の神様?, Kajiba no kami-sama) - 54. L'uomo che trama nell'ombra (暗躍する者?, Anyakusuru mono) - 55. Il sogno del forgiatore (鍛冶屋の夢?, Kajiya no yume) - 56. Il re dei cavalieri va a cavallo (馬上の騎士王?, Bajō no kishi ō) - 57. Nei guai!! (窮地！！?, Kyūchi!!) - 58. Noi siamo una famiglia (俺たちは家族?, Ore-tachi wa kazoku) - 59. Arrivo!! (到着!?, Tōchaku!) - 60. Nero, bianco e color cenere (黒と白と灰色?, Kuro to Shiro to Haiiro) |                        |                   |
| 7  | Trama A seguito dell'incidente di Asakusa, l'ottava brigata riceve l'eccentrico genio delle Hajima Industries Viktor Licht come scienziato forense mentre Shinra, Arthur e Iris provano a reclutare l'ingegnere Vulcan Joseph che vive in una discarica con i suoi assistenti Lisa Isaribe e Yu. Vulcan esprime il suo desiderio di ripristinare la fauna selvatica del pianeta e il suo odio ereditario nei confronti di Hajima per aver rubato i piani dei suoi antenati per il reattore Amaterasu, rifiutando sia l'offerta di Shinra che quella del capitano della terza compagnia, il dott. Giovanni. Shinra viene presto a sapere che Giovanni è un membro delle Cappe Bianche che complotta per attaccare l'officina di Vulcan, ma Arthur e Hibana perdono contro Flail e Mirage mentre Lisa viene rivelata essere una spia di Giovanni. Giovanni acquisisce la chiave di Amaterasu mentre Shinra si ritrova sopraffatto dal fratello minore Sho, con Joker che lo trattiene in modo che Licht possa mettere in salvo la brigata, Vulcan, Yu e Hibana. Vedendo in prima persona che l'ottava brigata ha una risoluzione simile alla sua, Vulcan decide di unirsi ai loro ranghi. |                        |                   |
| 8  | 17 aprile 2017 | ISBN 978-4-06-395916-1 | 26 luglio 2018    |
| 8  | Capitoli - 61. La spada sacra (聖なる刀身?, Seinaru tōshin) - 62. Promesse (約束?, Yakusoku) - 63. Compagni (仲間?, Nakama) - 64. Campo d'addestramento (修行の地?, Shugyō no chi) - 65. I segreti delle fiamme (発火の極意?, Hakka no gokui) - 66. Vari risultati (それぞれの成果?, Sorezore no seika) - 67. Verso il Nether (地下への?, Nezā he no) - 68. Persi nelle tenebre (迷いの闇?, Mayoi no yami) - 69. Maki vs. Flail (マキvs.フレィル?, Maki vs. Fureiru) |                        |                   |
| 8  | Trama Dopo che Obi e Hibana condividono le ultime informazioni sulle Cappe Bianche con Karim e Konro, mentre Giovanni ha lasciato la Fire Force nonostante le sue azioni siano state coperte, Licht si incontra con Joker mentre raccoglie indizi sulla base dei nemici e i due concordano sul fatto che Shinra abbia bisogno di miglioramenti per avere una possibilità contro Sho. Dopo che Shinra e Arthur visitano Asakusa per allenarsi sotto Benimaru, loro e il resto della brigata vengono informati da Licht che i nemici si nascondono nel Nether, un'area proibita di tunnel sotterranei abbandonati sotto l'impero di Tokyo. Quando la brigata entra nel Nether il giorno successivo, il piano di stare insieme viene vanificato quando vengono avvolti da una nebbia misteriosa e incontrano impostori creati da Yona e Mirage mentre Sho manda Assault the Slaughterer per affrontare gli intrusi. Finita da sola prima di essere trovata da Flail e dai suoi subordinati, Maki sconfigge il gruppo di nemici usando i dispositivi simili a cannoni che Vulcan ha sviluppato per le sue palle di fuoco viventi. |                        |                   |
| 9  | 16 giugno 2017 | ISBN 978-4-06-395958-1 | 27 settembre 2018 |
| 9  | Capitoli - 70. Cosa significa proteggere (守るということ?, Mamoru to iu koto) - 71. Tamaki vs. Assault (タマキvs.アサルト?, Tamaki vs. Asaruto) - 72. La direzione dei proiettili (弾丸の行方?, Dangan no yukue) - 73. Rivestito d'orgoglio (誇りを纏って?, Hokori wo matotte) - 74. Un solo fendente (一閃の太刀?, Issen no tachi) - 75. L'orgoglio di un pompiere (消防官の誇り?, Shōbōkan no hokori) - 76. Volontà penetrante (貫く意志?, Tsuranuku ishi) - 77. Il collegamento (繋がる者?, Tsunagaru mono) - 78. I due fratelli (兄と弟?, Ani to otōto) |                        |                   |
| 9  | Trama Mentre Tamaki riesce a sconfiggere Assault con l'aiuto di Iris prima che le ragazze trovino Maki, Hinawa travolge Arrow prima che Arthur lo salvi da Yona e Mirage uccidendo quest'ultimo. Altrove, Vulcan e Obi incontrano Giovanni mentre Lisa attacca i due prima di essere usata da Giovanni come ostaggio per costringere Vulcan a sparare a Obi. Ma Vulcan riesce a ingannare Giovanni affinché abbassi la guardia e Obi lo attacca. Nel frattempo, Shinra e Licht trovano Sho con il primo costretto a combattere suo fratello mentre Sho rivela la sua abilità Adolla Burst. |                        |                   |
| 10 | 17 agosto 2017 | ISBN 978-4-06-510113-1 | 22 novembre 2018  |
| 10 | Capitoli - 79. Oltre lo scontro mortale (死闘の先に?, Shitō no saki ni) - 80. Il potere di Sho (ショウの能力?, Shō no nōryoku) - 81. L'ostinazione del fratello maggiore (兄の意地?, Ani no iji) - 82. Il favore del predicatore (伝導者の加護?, Dendōsha no kako) - 83. Quarta generazione (第四世代?, Dai yon sedai) - 84. Sorrisi (笑顔?, Egao) - 85. L'intrigo svelato (語られる陰謀?, Katarareru inbō) - 86. La brigata delle cure (“知”の消防隊?, "Chi" no shōbōtai) - 87. Medicina e fuoco (医と火?, I to hi) |                        |                   |
| 10 | Trama Mentre i membri delle Cappe Bianche Yona e Haumea osservano la battaglia, Shinra si ritrova brevemente in un inferno incolore che Sho spiega essere la fonte dell'Adolla Burst, incontrando un Infernale e l'Evangelista prima che i fratelli tornino alla realtà. Nonostante Licht spieghi la natura di Adolla Burst di Sho di influenzare l'espansione termica dell'universo per dare l'illusione di manipolare il tempo, Shinra sfida gli attacchi di suo fratello mentre risveglia la sua capacità di Adolla Burst di muoversi alla velocità della luce. Shinra ignora i rischi del suo nuovo potere mentre stabilisce un Adolla Link per mostrare a Sho i suoi ricordi del loro passato, solo che Haumea si rivela all'ultimo secondo. Hamuea spiega che l'Evangelista cerca altri sei pilastri oltre a Shinra e Sho per dare nuovamente il via al Grande Cataclisma, ma lei e Yona riescono a prendere solo Sho quando l'ottava brigata le impedisce di prendere Shinra mentre l'Evangelista fa crollare il tunnel. La brigata porta Shinra allo Special Fire Hospital 6 per essere curata dal capitano Kayoko Huang. Shinra si sveglia tre giorni dopo ed è accolto da Burns, ed è furioso di apprendere che il leader della prima brigata sapeva cosa era realmente accaduto nel fuoco della casa di Kusakabe e l'indottrinamento di Sho nel gruppo dei nemici. |                        |                   |

## Volumi 11-20
| 11 | 17 novembre 2017 | ISBN 978-4-06-510397-5                                                      | 24 gennaio 2019   |
| 11 | Capitoli - 88. Passato e presente (過去と今?, Kako to ima) - 89. Un ardente passato (燃ゆる過去?, Moyuru kako) - 90. Ai confini della tragedia (悲劇の果てに?, Higeki no hate ni) - 91. Scontro fra pompieri (消防官の戦い?, Otoko no tatakai) - 92. Il piano di miglioramento del tenente (中隊長改造計画?, Chūtaichō kaizō keikaku) - 93. La quarta brigata (第4特殊消防隊?, Dai yon tokushu shōbōtai) - 94. Soichiro Arg (蒼一郎 アーグ?, Sōichirō Āgu) - 95. Fiamme di follia (憤怒の炎?, Fun'nu no honō) - 96. Rimpatriata (集う旧友?, Tsudō kyūyū) |                                                                             |                   |
| 11 | Trama Shinra è determinato a trovare un modo per trasformare gli Infernali in persone e svelare il mistero dell'Evangelista e dell'Adolla Burst. Maki, Iris e Tamaki portano Shinra a comprare vestiti per il tenente Hinawa a causa del suo scarso senso dell'abbigliamento. Più tardi, il capitano Obi presenta Shinra il progetto annuale di calendario nudo maschile altamente competitivo di Fire Force. Tuttavia, la loro posa dozzinale "doppio cobra" fa sì che la foto sia retrocessa all'ultimo posto come nell'anno precedente. Shinra incontra poi il capitano Soichiro Hague della quarta brigata, che gli chiede sorprendentemente di bruciarlo, e Shinra viene spinto dalla voce di una giovane donna nella sua testa a usare tutta la sua potenza. Da lontano, Haumea commenta a Charon che la donna conosciuta come il Primo Pilastro continua a tentare Shinra a usare il suo Adolla Burst. Shinra perde il controllo e Hague si rende conto della situazione così costringe Shinra fuori dove appare Arthur e intercede per impedire a Shinra di usare tutta la sua potenza. |                                                                             |                   |
| 12 | 17 gennaio 2018 | ISBN 978-4-06-510761-4                                                      | 28 marzo 2019     |
| 12 | Capitoli - 97. L'origine del re dei cavaliere (騎士王の由縁?, Kishi ō no yuen) - 98. Shinra vs. Arthur (シンラvs.アーサー?, Shinra vs. Āsā) - 99. Una nuova scintilla (新たな火種?, Arata na hidane) - 100. Il profumo delle fiamme (炎の香り?, Honō no kaori) - 101. Tragedia tra le fiamme (火中の惨劇?, Kachū no sangeki) - 102. Colpi selvaggi (荒ぶる拳?, Araburu kobushii) - 103. Ricerca tra le fiamme (火中模索?, Kachū mosaku) - 104. Amici d'incendio (火事場の絆?, Kajiba no kizuna) - 105. A raccolta (集結?, Shūketsu) |                                                                             |                   |
| 12 | Trama La battaglia continua fino a quando, con la forza degli attacchi di Arthur, Shinra respinge le provocazioni del Primo Pilastro. Mentre lascia la sua coscienza, rivela che c'è un altro Pilastro, una potenziale risorsa sia per l'Evangelista che per la Fire Force. Nel frattempo, la studentessa Inca Kasugatane usa la sua straordinaria capacità di olfatto per rilevare l'odore di una casa che sta per scoppiare in fiamme. Raduna i suoi complici e si dirigono verso il luogo, preparandosi a svaligiare la proprietà una volta che prende fuoco. Successivamente, il Primo Pilastro appare a Inca, suscitando il suo interesse. All'improvviso, le case all'interno dell'area iniziano a prendere fuoco. Mentre l'ottava brigata corre sulla scena, Obi menziona l'esistenza della studentessa che sospetta possa essere il Quinto Pilastro. La brigata arriva e si divide per affrontare gli Infernali che stanno creando gli incendi. Shinra è incaricato di trovare Inca e Arthur di fermare Haumea. Haumea trova Inca e invia Charon a prenderla, ma Shinra arriva e ingaggia una feroce battaglia con Charon. Shinra cerca di convincere Inca a unirsi alla Fire Force, ma questa rifiuta. Nel frattempo, un demone Infernale appare travolgendo la Fire Force. |                                                                             |                   |
| 13 | 17 aprile 2018 | ISBN 978-4-06-511245-8                                                      | 30 maggio 2019    |
| 13 | Capitoli - 106. La seconda generazione (第二世代?, Dai ni sedai) - 107. Le corna del diavolo (悪魔の型?, Koruna) - 108. Il piano di Licht (リヒトの秘策?, Rihito no hisaku) - 109. Il momento della verità (正念場?, Shōnenba) - 110. Il momento di scegliere (選択の時?, 選択の時, Sentaku no toki) - 111. Il passo seguente (次への一歩?, Tsugi he no ippō) - 112. Si salpa verso l'ignoto (未知への船出?, Michi he no funade) - 113. Il mondo di fuori (外の世界?, Soto no sekai) - 114. La strada per l'oasi (楽園への道?, Oashisu he no michi) |                                                                             |                   |
| 13 | Trama Shinra riesce finalmente a focalizzare il suo attacco e ad abbattere Charon, ma non a sconfiggerlo. Licht suggerisce di utilizzare il potere delle seconde generazioni per incanalare le fiamme nella piazza della città dove sono controllate da Maki e trasformate in una tempesta di fuoco a spirale. Vulcan e Obi costringono il demone al centro della tempesta di fuoco dove viene risucchiato nel suo vortice. Karim quindi congela la colonna, estinguendo le fiamme. Shinra cerca di convincere Inca a unirsi a lui, ma lei decide invece di rimanere con le cappe bianche. Dopo i recenti eventi, Obi annuncia che Shinra, Arthur, Tamaki e Victor faranno parte di un'operazione congiunta con Takeru Noto e Ogun Montgomery delle altre brigate sotto il comando di Purt Co Pan, con l'obiettivo è indagare sul Grande Cataclisma di 250 anni fa sperando di ottenere informazioni sugli Adolla Burst e sulle motivazioni dell'Evangelista nella raccolta degli otto Pilastri. La ricerca sarà condotta al di fuori dell'Impero di Tokyo, nella penisola cinese. Il team arriva ad Avalon, sulla terraferma asiatica. Vengono improvvisamente attaccati da una gigantesca bestia simile a un verme e una talpa parlante salta sul loro veicolo per sicurezza. La talpa, Scop, si offre di guidarli a casa sua, un'oasi vicino alla spaccatura spaziale che da allora è stata occupata dagli invasori. Lungo la strada, incontrano l'amico di Scop, Yata, un corvo parlante, e quella notte la squadra assiste a una moltitudine di infernali che vagano per la campagna. |                                                                             |                   |
| 14 | 17 agosto 2018 | ISBN 978-4-06-511615-9                                                      | 18 luglio 2019    |
| 14 | Capitoli - 115. L'oasi (楽園?, Oashisu) - 116. La terra sacra (聖なる地?, Seinaru chi) - 117. Il male che cova nel profondo (燃え潜む悪意?, Moe hisomu akui) - 118. Il leader (統率者?, Tōsotsusha) - 119. Il mistero del corpo divino (御神体の謎?, Goshintai no nazo) - 120. Il nucleo (核心?, Kakushin) - 121. 1 secondo / 250 anni (一秒/弍佰伍拾年?, Ichi byō/nihyaku gojū nen) - 122. La donna nera (黒の女?, Kuro no Onna) - 123. Si scorgono le ombre (影が差す?, Kage ga sasu) |                                                                             |                   |
| 14 | Trama Quando la squadra arriva all'oasi, Yata mostra a Shinra il Tabernacolo, un Amaterasu simile a quello dell'Impero di Tokyo. Scop spiega la storia del Tabernacolo e come una donna vestita di nero ha insegnato loro a parlare e ha riparato la struttura. All'improvviso il gruppo viene attaccato da un gruppo di infernali senzienti guidati da un demone chiamato Tempe. Pan, Victor e Arthur entrano nel Tabernacolo per indagare, mentre Tempe rivela che la sua intenzione è quella di uccidersi e ascendere al Paradiso facendo saltare in aria il Tabernacolo, e questo distruggerà anche la foresta e la regione circostante. All'interno del Tabernacolo, Pan e Victor tentano di decodificare i numeri incisi sulle tavolette e sui muri, quando Arthur trova improvvisamente una soluzione. Shinra entra in contatto la donna vestita di nero, che può fornirgli solo un secondo di grazia. Shinra accetta l'offerta e lo usa per uccidere Tempe e scopre che il suo corpo viaggia alla velocità della luce facendo correre il tempo all'indietro. La donna in nero comunica quindi a Shinra di essere stata infiammata da un Adolla Burst da un insetto dell'Evangelista, e quindi ha usato la sua energia per creare l'oasi per gli animali. Il gruppo deduce che anche l'Amaterasu a Tokyo, controllato dal Tempio del Sacro Sol e dalle Haijima, è probabilmente alimentato da un umano, ma che è stato un sacrificio involontario. Inoltre sospettano che l'Evangelista abbia intenzione di sacrificare gli otto pilastri e utilizzare Amaterasu per dare il via a un secondo grande cataclisma. Dopo aver completato la loro missione, il gruppo torna nell'Impero di Tokyo e fa rapporto ad Obi, ma sono frustrati quando questi riferisce che il quartier generale ha raccomandato di non intraprendere alcuna azione per tre anni mentre la chiesa valuta le informazioni. Joker chiede a Benimaru se vuole mettersi contro la chiesa per scoprire la verità su ciò che stanno nascondendo e questi accetta.                                                                                                  |                                                                             |                   |
| 15 | 16 novembre 2018 | ISBN 978-4-06-513252-4                                                      | 12 settembre 2019 |
| 15 | Capitoli - 124. Dark hero (ダックヒーロー?, Dakku Hīrō) - 125. Le ombre della luce divina (神光が生む影?, Shinkō ga umu kage) - 126. All'ombra del sole (太陽の影で?, Taiyō no kage de) - 127. Si accende la battaglia (戦線着火?, Sensen chakka) - 128. Il gruppo e il singolo (集と個?, Shū to ko) - 129. Due con un occhio solo (対の隻眼?, Tsui no sekigan) - 130. Verità nascosta (秘されし真実?, Hisareshi shinjitsu) - 131. Ricercatore (探求者?, Tankyūsha) - 132. Fiducia e verità (信頼と真実?, Shinrai to shinjitsu) |                                                                             |                   |
| 15 | Trama Joker e Shinmon inscenano un attacco frontale alla sede imperiale. Joker rivela di essere un ex membro della branca di assassini della chiesa, mentre affronta il suo ex comandante, lasciando Shinmon a combattere gli altri nemici. Joker uccide il suo avversario, mentre Burns emerge dall'ombra. Burns e Joker discutono del tempo in cui hanno sperimentato un Adolla Link, venendo trasportati in una dimensione diversa dove hanno perso un occhio. Burns consegna a Joker il diario della moglie di Raffles I, che dopo anni di indagini, ritiene sia l'unico documento che dettaglia gli eventi della Grande Catastrofe e la fondazione dell'Impero di Tokyo. Nel frattempo, Yona rivela ad Inca che ha impersonato Raffles I e ha creato il Tempio del Sacro Sole su ordine dell'Evangelista. Joker rivolge quindi la sua attenzione alle Industrie di Haijima che ritiene debbano essere collegate all'Evangelista. Alla sede della brigata, Lisa arriva dopo il suo rilascio dall'ospedale e tutti vengono a conoscenza dei risultati delle indagini di Shinmon e Joker. Victor viene chiamato alle Industrie di Hajima in seguito al suo rapporto sulla spedizione nella penisola cinese. Incontra il presidente della compagnia, Gureo Haijima, che gli chiede di portare Shinra da loro. Victor rivela alla brigata di essere una spia di Haijima, ma lo sanno già. Divulga il piano di Haijima per catturare Shinra che vede come un'opportunità per indagare sul loro legame con l'Evangelista. Shinra accetta di accompagnare Victor alle Haijima, mentre la brigata si prepara a sostenerlo. |                                                                             |                   |
| 16 | 17 aprile 2019 | ISBN 978-4-06-514878-5 (ed. regolare) ISBN 978-4-06-515674-2 (ed. limitata) | 14 novembre 2019  |
| 16 | Capitoli - 133. Forte e malvagio (邪悪な強者?, Jāku na kyōsha) - 134. La verità sul laboratorio (箱庭の真相?, Hakoniwa no shinsō) - 135. Dio della morte di cenere (灰の死神?, Hai no shinigami) - 136. Battaglia in campo nemico (敵陣戦闘?, Tekijin sentō) - 137. Angelo contro strega (天使vs.魔女?, Tenshi vs. majo) - 138. Fiducia (信じる心?, Shinjiru kokoro) - 139. Combattimento a tre (三色混戦?, Sanshoku konsen) - 140. Scontro fra donne (女の闘い?, Onna no tatakai) - 141. Partita all'ultimo sangue (争奪戦?, Sōdatsusen) |                                                                             |                   |
| 16 | Trama Alle industrie di Hajima continuano gli esperimenti sui bambini promettenti, i quali riguardano Nataku Son, che è stato tramutato in un pirocineta dall'insetto di Rekka Hoshimiya. Nataku è costretto a combattere Yūichiro Kurono. Sulla strada per la struttura di Haijima, Shinra ricorda la sua amara esperienza con il bullo Kurono quando è stato trattenuto presso le industrie dai 7 ai 12 anni. Shinra entra nella struttura e sente una connessione con Nataku attraverso l'Adolla Link mentre viene guidato in una stanza di addestramento per affrontare Kurono. Mentre Victor è alla struttura di ricerca di Haijima, si rende conto che l'Adolla Burst di Nataku è stato risvegliato. Rilascia Shinra dalla stanza di addestramento e insieme cercano Nataku mentre la brigata corre in loro soccorso. Nel frattempo, Kurono ferma Nataku e cerca il più debole della brigata da distruggere, ma viene ostacolato dall'intervento di Arthur e Shinra. Le Cappe Bianche osservano questi eventi svolgersi e Charon intercetta Kurono in modo che possano catturare Nataku, il quale viene rivelato essere il Sesto Pilastro. Gli schieramenti continuano a lottare per la custodia di Nataku fino a quando una delle Cappe Bianche, Ritsu, intrappola il bambino in un infernale gigante. Su ordine del presidente delle Hajima, Kurono si schiera con la brigata per salvarlo. |                                                                             |                   |
| 17 | 17 luglio 2019 | ISBN 978-4-06-515081-8                                                      | 23 gennaio 2020   |
| 17 | Capitoli - 142. Una mente esplosiva (爆発する心?, Bakuhatsu-suru kokoro) - 143. La leggenda della spada leggendaria (伝説の聖剣の伝説?, Densetsu no seiken no densetsu) - 144. Pressione (重圧?, Puresshā) - 145. Il suo corpo è uno scudo (その身は盾?, Sono Mi wa tate) - 146. Ragazzi, siete deboli! (少年よ、弱くあれ?, Shōnen yo, yowakuare) - 147. Promesse (宣誓?, Sensei) - 148. La pena della santa聖女の苦悩 (Seijo no kunō?) - 149. Le conseguenze della devozione (献身の報い?, Kenshin no mukui) - 150. Girasole (向日葵?, Himawari) |                                                                             |                   |
| 17 | Trama Istigato da Haumea, Nataku perde il controllo, attaccando tutti con raggi di energia. Charon ne intercetta uno prima che possa colpire Shinra, il quale attacca il colosso invano. Prova dunque a calmare il bambino, con cui ha un Adolla Link. Nataku emette un enorme raggio d'energia che viene deviato da Charon, mentre Kurono riesce ad abbattere l'infernale e ad a calmare il bambino. Le Cappe Bianche si ritirano, decidendo di lasciare Nataku sotto le cure di Kurono, in quanto unico in grado di controllarlo. In seguito, Shinra, Ōbi e Viktor si incontrano con Gureo Haijima, che ammette di sapere che Amaterasu è alimentato da un umano, motivo per cui le Haijima stanno cercando una persona che possieda l'Adolla Burst per crearne un'altra versione. Vulcan interrompe e annuncia che può progettare un'unità che non richiede una fonte di energia umana. Haijima accetta di finanziarlo in cambio della proprietà e si offre di aiutare la brigata nella sua ricerca contro l'Evangelista che rappresenta una minaccia per la redditività delle industrie. La brigata torna a combattere gli infernali, ma Iris ha bisogno di battezzare un nuovo lotto di equipaggiamento e Shinra si offre di accompagnarla alla chiesa centrale dell'Impero di Tokyo, conosciuta come la chiesa del battesimo. Iris porta Shinra al cimitero dove è sepolto il clero e gli rivela i suoi dubbi sul valore della chiesa e se è stata davvero creata dall'Evangelista. All'improvviso un prete prende fuoco e Shira lo mette a riposo. Shinra alla fine ripristina la fede di Iris ricordandole che il Sole è al di là dell'Evangelista e della chiesa. |                                                                             |                   |
| 18 | 16 agosto 2019 | ISBN 978-4-06-515309-3                                                      | 19 marzo 2020     |
| 18 | Capitoli - 151. Assault, l'uomo (男、突撃?, Otoko, Asaruto) - 152. La famiglia Oze (尾瀬一門?, Oze ichimon) - 153. L'ordine (指令?, Shirei) - 154. La strada scelta (選ぶ道?, Erabu michi) - 155. Immersi nelle tenebre (闇に潜る?, Yami ni moguru) - 156. Bandiera (旗?, Furagu) - 157. Scontro decisivo (決意の攻防?, Ketsui no kōbō) - 158. Juggernaut, arma di distruzione di massa (破壊兵器?, Jagānōto) - 159. Contatto col nemico (接敵?, Setteki) |                                                                             |                   |
| 18 | Trama Assault si sottopone ad un duro allenamento per sconfiggere Tamaki, ma arrivato al confronto si accorge di aver sviluppato dei sentimenti per lei. Il giorno seguente, Tagiki Oze, il fratello di Maki, e il suo compagno scendono in uno dei tunnel sotterranei per seguire delle tracce e raggiungono una stanza che sembra essere un laboratorio contenente barattoli di insetti Infernali. All'improvviso, appare una cappa bianca che indossa una cintura bomba e si fa esplodere, ferendo i due investigatori. A seguito dell'infortunio al figlio, il generale Oze decide che i militari devono intervenire nelle attività dell'Evangelista. Incarica il comandante Honda della seconda brigata di indagare sul Nether e questi richiede l'assistenza dell'ottava brigata. Tuttavia, a Maki viene ordinato di tornare nell'esercito da suo padre per la sua sicurezza e lei obbedisce con riluttanza. Victor suggerisce incursioni simultanee nel Nether per cogliere di sorpresa i nemici. A causa della loro precedente esperienza, ciascun membro dell'ottava viene assegnato ad accompagnare ciascuna delle unità della seconda per svolgere l'indagine. I pompieri vengono attaccati da Ritsu, che comanda un folto gruppo di Infernali rianimati dai corpi lasciati durante il Grande Cataclisma. La squadra subisce un numero di vittime che Ritsu aggiunge poi al suo esercito. Nel frattempo, il leader di plotone Amon Hajiki usa i suoi occhi alla ricerca di calore e le sue abilità di cecchino per distruggere tutti gli Infernali che attaccano la loro squadra, tuttavia viene improvvisamente ucciso da Orochi dei Cavalieri del Fumo Purpureo, che attacca Tamaki prendendo lentamente il sopravvento. Juggernaut supera le sue paure e attacca Orochi per salvare Tamaki, ma la nemica taglia l'enorme uniforme di Juggernaut, che alla fine trova la sua forza e a costo di un braccio e di una gamba lancia un'enorme bomba di fuoco a distanza ravvicinata che distrugge Orochi. Hinawa e Takigi vengono attaccati da Iron dei Cavalieri del Fumo Purpureo, mentre Shinra si imbatte nel Dr Giovanni. |                                                                             |                   |
| 19 | 17 settembre 2019 | ISBN 978-4-06-516449-5                                                      | 7 maggio 2020     |
| 19 | Capitoli - 160. L'uomo insetto (人蟲合力?, Jinchū gōryoku) - 161. Combattimento litigioso (口論闘争?, Kōron tōsō) - 162. Pesi sulle spalle (背負う者?, Seō mono) - 163. Piano di distruzione (亡命の企み?, Bōmetsu no takurami) - 164. Dovere (責務?, Sekimu) - 165. Quando non c'è più speranza, serve una strega (死中に魔女を求む?, Shichū ni majō wo motomu) - 166. Unire i puntini (繋がりを辿る?, Tsunagari wo tadoru) - 167. Un vero uomo (任侠の漢?, Ninkyō no otoko) - 168. Come in uno specchio (合わせ鏡?, Awase kagami) |                                                                             |                   |
| 19 | Trama Mentre Juggernaut giace gravemente ferito, Tamaki sconfigge i rimanenti infernali, ma viene poi attaccata da altri due nemici. Fortunatamente viene salvata dall'arrivo di Honda e di Obi. Altrove, il Dr. Giovanni rivela a Shinra che il laboratorio che hanno trovato era una trappola tesa per attirare i pompieri nel Nether in modo che potessero essere sconfitti. Giovanni ha trasformato geneticamente il suo corpo per incorporare le caratteristiche degli insetti e inizia ad attaccare Shira fino a quando Arthur non si unisce a lui. Licht deduce che i nemici intendono distruggere le strutture sotterranee del Nether, facendo sprofondare l'Impero di Tokyo nel terreno. Suggerisce che Maki potrebbe avere il potere di reindirizzare l'esplosione anche se potrebbero essere tutti inceneriti sottoterra. Maki si prepara alla sfida, contro le obiezioni del fratello. Ritsu inizia le esplosioni, e Maki e Tagiki collaborano per reindirizzare le fiamme ai livelli inferiori del Nether, neutralizzandole. Giovanni fugge trasformandosi in una miriade di insetti dopo che Arthur gli ha reciso la testa. I sopravvissuti tornano in superficie e Honda riconosce lo sforzo dell'ottava brigata, affermando che la Fire Force e l'esercito devono unirsi per sconfiggere l'Evangelista. Maki torna alla brigata, con la riluttante accettazione di suo fratello e suo padre. Shinra e Hibana visitano Konro per discutere la sua possibile connessione tramite l'Adolla Link. Konro spiega poi di aver sperimentato l'Adolla due anni prima, quando ha combattuto un demone che sembrava un doppelganger di se stesso. Benimaru invita Shinra e Arthur per un altro allenamento, a cui si aggiunge Tamaki, stanca di essere un peso per gli altri. |                                                                             |                   |
| 20 | 17 ottobre 2019 | ISBN 978-4-06-517158-5                                                      | 9 luglio 2020     |
| 20 | Capitoli - 169. L'addestramento (鍛錬?, Tanren) - 170. Perché io? (なぜ私は?, Naze watashi wa) - 171. Il gatto di fuoco (炎猫?, Enbyō) - 172. Forza estrema latente (火事場の馬鹿力?, Kajiba no bakajikara) - 173. Memento mori (死を想え?, Shi wo omoee) - 174. Presagi di sconvolgimenti (激動の兆し?, Gekidō no kizashi) - 175. Al cuore della fede (信仰の中心で?, Shinkō no chūshin de) - 176. Fede in discussione (信心を問う?, Shinjin wo tō) - 177. Determinazione (不退転?, Futantei) |                                                                             |                   |
| 20 | Trama Shinmon incarica Tamaki di vedere se può occuparsi delle sorelle gemelle Hikage e Hinata, che decidono di giocare ad acchiapparello. Tamaki inizialmente non tratta seriamente il gioco, ma dopo essere stata picchiata dalle sorelle, attinge alla sua determinazione a spingere la sua abilità fino a batterle. Shinra e Arthur continuano il loro strano allenamento con Shinmon, per poter raggiungere un nuovo livello nella padronanza del loro potere. Shinmon li spinge a combattere, ma dopo ore di intensi combattimenti li sconfigge ancora con poco sforzo. Shinra ha esaurito quasi tutto l'ossigeno nel suo corpo ed entra in uno stato semi-cosciente affrontando la morte, ma il suo istinto di sopravvivenza entra in azione e sperimenta un Adolla Link mentre è coperto di fiamme blu. Nel frattempo, Konro riceve la visita di Hibana e del Capitano della Compagnia 6 Kayoko Huang, che lo esamina e determina che un Adolla Link è ancora presente in coloro che hanno una cicatrice dal loro contatto con Adolla. Supponendo che i nemici stiano attaccando altri segnati, Hibana si prepara ad avvertire il capitano Hague, ma questi viene ucciso nel suo ufficio da una cappa bianca con una mano d'oro. Nel frattempo, Shinra vede la morte di sua madre e Hague attraverso il suo Adolla Link. Le cappe bianche si preparano per un assalto finale all'Impero di Tokyo. Raffles III comunica a Burns che l'impero deve unirsi alle Cappe Bianche per il bene dell'impero e del dio del sole e Haumea convince Burns a unirsi alla loro causa. Mentre consegna un rapporto di missione al capo dell'agenzia di difesa antincendio, Akitaru viene arrestato dai soldati dell'esercito di Tokyo. Dopo l'arresto di Ōbi, la Compagnia 8 decide di diventare traditori dell'impero per salvarlo. |                                                                             |                   |

## Volumi 21-30
| 21 | 17 dicembre 2019 | ISBN 978-4-06-518063-1 (ed. regolare) ISBN 978-4-06-518064-8 (ed. limitata) | 10 settembre 2020 |
| 21 | Capitoli - 178. Prigioniero (囚われの身?, Toraware no mi) - 179. Riunione segreta nelle tenebre (闇の密談?, Yami no mitsudan) - 180. I massacratori (屠り人?, Hofuri bito) - 181. L'incarnazione delle fiamme (炎の化身?, Honō no keshin) - 182. Morte e fiamme (死と炎?, Shi to honō) - 183. Colpite l'oro! (黄金を射て?, Ōgon wo ute) - 184. Il segreto dell'oro (黄金の秘密?, Ōgon no himitsu) - 185. Combattimento sperimentale (実験戦闘?, Jikken sentō) - 186. Incontro con l'acerrimo nemico (宿敵邂逅?, Shūteki kaikō) |                                                                             |                   |
| 21 | Trama Victor porta la compagnia da Joker. All'interno del nascondiglio segreto di questi, Shinra ha un Adolla Link con Burns e scopre che le Cappe Bianche intendono usare un insetto infernale su Ōbi, spingendo lui e Joker a partire per la prigione di Fuchū. Lì, trovano Burns che ha incatenato Ōbi, e Shinra e Joker lo attaccano insieme. Il resto della brigata raggiunge le prigione e li si confronta con i macellai, la branca degli assassini delle Cappe Bianche. Riescono a battere Gold con il gioco di squadra, mentre Arthur, in precedenza separatosi dagli altri, sconfigge Stream con facilità. In seguito a questo fatto Dragon, il capo dei macellai, decide di scendere in campo personalmente. Il suo nome, la sua arroganza disumana e i suoi poteri eccitano Arthur, spingendolo cosi a raggiungere nuove vette di forza. |                                                                             |                   |
| 22 | 17 marzo 2020 | ISBN 978-4-06-518779-1                                                      | 12 novembre 2020  |
| 22 | Capitoli - 187. La destinazione delle preghiere (祈りの果て?, Inori no hate) - 188. un'armatura d'acciaio (鋼の鎧?, Hagane no yoroi) - 189. Il drago e il cavaliere (竜と騎士?, Ryū to kishi) - 190. Un uomo forte (強き者?, Tsuyoki mono) - 191. Vecchi e giovani (先達と後進?, Sendatsu to kōshin) - 192. Determinati fino alla fine (意地を貫け?, Ishi wo tsuranuke) - 193. Eroe contro leone (英雄と獅子?, Hīrō to shishi) - 194. Tenacia (不撓不屈?, Futōfukutsu) - 195. Improvviso cambio di situazione (事態急転?, Jitai kyūten) |                                                                             |                   |
| 22 | Trama Le Cappe Bianche provano ad usare l'insetto su Obi, ma questi resiste flettendo i muscoli. Arthur combatte contro Dragon, ma l'avversario si rivela immensamente superiore. Stimolato dalla lotta, Arthur potenzia Excalibur al massimo, ma nemmeno in questo stato riesce a ferire l'avversario e la spada si rompe. Arthur crolla a terra sconfitto e cade in stato di incoscienza. La lotta tra Shinra e Burns continua, e Shinra si concentra sull'aumento costante della sua velocità per superare il potere di Burns. Ottenendo finalmente un Adolla Link, Shinra si scontra con Burns per l'ultima volta e alla fine vince il combattimento. Burns elogia Shinra per la sua forza e gli chiede di sfidare il mondo. Qualcosa che un veterano dogmatico non potrebbe mai ottenere, ma viene improvvisamente impalato dal corno del suo doppelgänger mentre emerge dall'ombra. Dragon prova ad annientare la compagnia, ma il suo attacco viene annullato da Iris e le cappe bianche capiscono che lei è l'ottavo pilastro. Mentre stanno per attaccare, i nemici vengono fermati da Benimaru mascherato. |                                                                             |                   |
| 23 | 15 maggio 2020 | ISBN 978-4-06-518848-4                                                      | 14 gennaio 2021   |
| 23 | Capitoli - 196. Il salvataggio del chiaro di Luna (月光の救い?, Gekkō no sukui) - 197. Commiato (告別?, Kokubetsu) - 198. Ricordi del giardino fiorito (花園の記憶?, Hanazono no kioku) - 199. La verità sopita (眠る真実?, Nemuru shinjitsu) - 200. La Madonna delle tenebre (闇の聖母?, Yami no seibo) - 201. Piccoli demoni (小鬼?, Ko-oni) - 202. La grande avventura del re dei cavalieri (騎士王の大冒険?, Kishi-ō no daibōken) - 203. Scoperta (見出すモノは?, Miidasu mono ha) - 204. La famiglia del re dei cavalieri (騎士王の一族?, Kishi-ō no ichizoku) |                                                                             |                   |
| 23 | Trama Benimaru fronteggia le Cappe Bianche e riesce a portare in salvo la brigata e Joker. Shinra viene accusato di aver ucciso Burns e la brigata deve rifugiarsi ad Asakusa. Hibana, Karim e Huo Yan Li entrano in un laboratorio nascosto sotto St. Raffles, e scoprono che l'orfanotrofio utilizza i bambini per creare pirocinetici di terza generazione. La suora Sumire esce dall'ombra e ammette che i suoi esperimenti hanno portato alla creazione di tutti gli otto pilastri, rivelando che Iris è inconsapevolmente un doppelgänger di Amaterasu e una pirocinetica. Sumire evoca dalla sua ombra i doppelgänger delle sorelle uccise nell'incendio. Mentre si prepara a uccidere i vigili del fuoco, il tetto esplode all'improvviso e Tōru Kishiri aiuta il suo capitano a scappare. Prima che possa attaccare, Sumire viene trascinata in un Adolla Link dalla donna in nero, che usa le ultime energie per dirle che il mondo non sarà cambiato dai piani dell'Evangelista prima di svanire. Sumire promette di adempiere al suo ruolo di Settimo Pilastro. Dopo la sua schiacciante sconfitta, Arthur rimane depresso, e Vulcan gli dice che possono forgiare una spada con un metallo leggendario che sarà in grado di uccidere qualsiasi nemico affronterà. Arthur decide che deve discendere nel Nether per raggiungere il suo vero potere, e li incontra i suoi genitori. Seguendoli al loro nascondiglio pieno di tecnologia perduta, Vulcan trova la carenatura di un'astronave e progetta di usarla per creare una nuova spada a causa della sua resistenza al calore.                                          |                                                                             |                   |
| 24 | 17 luglio 2020 | ISBN 978-4-06-520105-3 (ed. regolare) ISBN 978-4-06-520319-4 (ed. limitata) | 15 aprile 2021    |
| 24 | Capitoli - 205. Rinasce la spada sacra (聖剣再誕?, Seiken saitan) - 206. Collegamento (繋がる?, Tsunagaru) - 207. Fuga (脱出?, Dasshutsu) - 208. Raduno finale (終末集会?, Shūmatsu shūkai) - 209. Offensiva segreta (暗闘?, Antō) - 210. Apparizione (出現?, Shutsugen) - 211. Sotto la colonna (柱の下に?, Hashira no shita ni) - 212. Collaborazione (協調?, Kyōchō) - 213. Battaglia nel cielo (空中武闘?, Kuchū butō) |                                                                             |                   |
| 24 | Trama Tornati in superficie, Vulcan usa la fucina di Akasuka per una nuova lama per Arthur. Con la nuova spada, Arthur promette che non sarà mai più sconfitto. Vulcan gli porge un "anello stellare" da indossare solo quando sarà il momento giusto. Shinra desidera provare a stabilire un Adolla Link tutto suo, sperando di trovare Shō e sua madre. Benimaru insegna a Shinra una meditazione che permette alle persone di connettersi con il regno degli dei. Nei suoi sogni Shinra appare davanti a Shō nell'Adolla. La breve connessione fa sì che Shō ricordi tutto ciò che Haumea gli aveva fatto dimenticare. Confuso, Shō chiede ad Arrow di portarlo in superficie. Arrow si inchina davanti a Shō e promette che seguire i suoi ordini è il suo unico motivo e il suo desiderio personale è quello di proteggerlo. Gli altri membri delle Cappe Bianche si rendono conto che i due sono fuggiti, ma Haumea e Sumire dicono loro di non preoccuparsi, in quanto gli Otto Pilastri sono ora attivi e collegati ad Adolla. Dalle profondità dell'acqua emerge un infernale titanico che marcia verso la costa. Shinra e Schop volano sulla scena per tentare di fermare la creatura e impedire a chiunque di danneggiare il Pilastro, poiché impedisce a un vulcano sottomarino di eruttare e distruggere Tokyo. Alla vista della battaglia, la Compagnia 2 si mobilita e Hajima invia Kurono e il direttore Oguru per gestire la situazione. Mentre la Compagnia 2 e Kurono si concentrano sull'Infernale, la Compagnia 4 si concentra sull'evacuazione dei civili. Faerie viene improvvisamente attaccato da Arrow e Sho. |                                                                             |                   |
| 25 | 17 settembre 2020 | ISBN 978-4-06-520595-2 (ed. regolare) ISBN 978-4-06-521156-4 (ed. limitata) | 8 luglio 2021     |
| 25 | Capitoli - 214. Battaglia contro il mostro gigante (大怪獣戦線?, Daikajū sensen) - 215. Accensione (点火?, Tenka) - 216. Follia antica (古の狂気?, Inishie no kyōki) - 217. Inconscio (無自覚?, Mujikaku) - 218. La forma dell’ombra (影の形?, Kage no katachi) - 219. Colpa (過ち?, Ayamachi) - 220. Il padre del vecchio Giappone (原国の父?, Genkoku no chichi) - 221. Alla maniera di Asakusa (浅草の流儀?, Asakusa no ryūgi) - 222. Il ritorno della prima brigata (第1再起?, Dai ichi saiki) |                                                                             |                   |
| 25 | Trama Shō porta Shinra sano e salvo a terra, ma scompare rapidamente quando Ogun si avvicina. Kurono infine uccide il gigante, anche se le sue ceneri ricoprono rapidamente il pilastro di pietra e lo rendono nero. Shinra si ritrova nell'Adolla con Inca, che gli dice di usare la sua capacità di vedere nel passato per comprendere il disastro originale e prevedere il secondo. Viaggiando attraverso l'Adolla, Shinra e Inca vedono un mondo del passato, un luogo in cui gli esseri umani erano simili ma fondamentalmente diversi. Le visioni fanno crollare Shinra, che si sveglia tre mesi dopo incatenato a un letto ad Asakusa. Mentre Shinra era incosciente, uno spirito ha posseduto il suo corpo e si comportava come un criminale violento, arrivando a colpire Iris. Shinra si scusa, ma Iris lo perdona e spiega che sempre più Infernali sono apparsi mentre l'Adolla si avvicina sempre di più. Inoltre, anche i pirocinetici sono diventati più potenti. Shinra si rende conto che la personalità di Iris è esattamente ciò che l'intero impero crede che sia Amaterasu e che lei in realtà è un doppelgänger. Tre mesi dopo che i pilastri di pietra hanno iniziato ad apparire, Benimaru ha dei sogni che sembrano reali sul suo maestro Hibachi Shinmon e sul suo rigoroso addestramento. Quando il settimo pilastro di pietra appare nella baia di Sumida, Benimaru viene avvisato di un demone che galleggia sulla baia. Rendendosi conto che questa creatura è identica al suo maestro, Benimaru si dirige verso la baia per combatterla da solo.                                                         |                                                                             |                   |
| 26 | 17 novembre 2020 | ISBN 978-4-06-521279-0                                                      | 14 ottobre 2021   |
| 26 | Capitoli - 223. Arriva un teppista (暴れん坊、出る?, Abarenbō, deru) - 224. Il sole e la luna (太陽と月?, Taiyō to tsuki) - 225. Il piccolo chiaro di luna (幼き月光?, Osanaki gekkō) - 226. L'esito del peso sulle spalle (背負った末に?, Seotta sue ni) - 227. Rimpianti (心残り?, Kokoronokorii) - 228. Un regalo da portare all'altro mondo (冥土の土産?, Meido no miyage) - 229. Il disco solare alle spalle (日輪を背に?, Nichirin wo se ni) - 230. La catastrofe avanza (災害進行?, Saigai shinkō) - 231. Nascita (出生?, Shussei) |                                                                             |                   |
| 26 | Trama L'offesa cruda del Doppelgänger travolge facilmente Benimaru, facendolo cadere nelle acque sottostanti e rimproverando il capitano per la sua incapacità di usare la Ruota Solare. Ora pronto ad uccidere il doppelganger del suo maestro, Benimaru scatena la sua ruota solare perfezionata. Completamente cancellato, il doppelganger loda finalmente la forza di Benimaru. Ritornando alla riva, Benimaru e Konro parlano delle intenzioni del loro maestro e sperano che questo sia stato uno spettacolo degno di lui. Vedendo Konro piangere per entrambi, Benimaru dice al suo luogotenente che farà affidamento su di lui poiché il loro sguardo al risultato finale del suo attacco nel cielo include una seconda luna sorridente che appare sopra di loro. Sho intanto, aiutato da Arrow, indaga sul suo passato, e scopre che nessun documento riporta il nome del padre dei fratelli. Mentre cerca di fare chiarezza, sperimenta un Adolla Link con sua madre. |                                                                             |                   |
| 27 | 17 febbraio 2021 | ISBN 978-4-06-522169-3                                                      | 3 febbraio 2022   |
| 27 | Capitoli - 232. Mari Kusakabe (万里 日下部?, Mari Kusakabe) - 233. L'angelo custode (守護天使?, Shugotenshi) - 234. L’ottava colonna (八本目?, Happon-me) - 235. Il salvatore (救世主?, Kyūseishu) - 236. Di nuovo insieme (再会?, Saikai) - 237. Eroe (ヒーロー?, Hīrō) - 238. ...O demonio? (その姿は?, Sono sugata wa) - 239. L'eroe scomparso (消えたヒーロー?, Kieta Hīrō) - 240. Al centro del mondo (世界の中心で?, Sekai no chūshin de) |                                                                             |                   |
| 27 | Trama Attraverso l'Adolla Link, Shō vede la vita di sua madre: un'adolescente che è stata rinnegata dalla sua famiglia che si è rifiutata di credere che fosse in realtà una vergine incinta, nonostante tutte le prove mediche lo dimostrassero. Cinque anni dopo, Mari dà alla luce il suo secondo figlio senza padre: Shō. Vedendo le difficoltà che sua madre ha attraversato per allevarli, Shō conclude che lui e Shinra sono nati da Adolla, e Shinra è una proiezione del bisogno dell'umanità di un salvatore manifestato in una persona. Sho se ne va al fianco di Arrow, giurando di ripristinare il posto legittimo di suo fratello e fermare il piano dell'Evangelista. Ad Asakusa, la Compagnia 8 tiene una riunione. Con un solo pilastro mancante, Obi decide che sta arrivando il momento per la Compagnia 8 di combattere ancora una volta il loro impero per dare potere alle persone. Quando l'ottavo e ultimo pilastro emerge al largo della costa di Tokyo, un Doppelgänger di Raffles appare come un Infernale titanico, che viene accolto come un salvatore. Raffles scatena un potente raggio di fuoco che causa gravi distruzioni alla città. Il Doppelgänger viene sconfitto da Shinra con l'aiuto di Iris, ma questo induce la gente a vedere Shinra come un diavolo che ha ucciso il loro salvatore. I pilastri, compresi Shinra e Sho, vengono trasportati nell'Adolla, e la Compagnia 8, accompagnata da Ogun e Arrow, si reca ad Amaterasu per affrontare le Cappe Bianche. |                                                                             |                   |
| 28 | 16 aprile 2021 | ISBN 978-4-06-522882-1                                                      | 21 aprile 2022    |
| 28 | Capitoli - 241. La via del guardiano (守り人の道?, Mori bito no michi) - 242. Un compito che viene dal passato (紡いだ系譜?, Tsumuida keifu) - 243. Noi a quei tempi (あのころ俺たちは?, Ano koro ore-tachi wa) - 244. Legami (絆を繋げ?, Kizuna wo tsunage) - 245. Drago e cavaliere, la rivincita (龍と騎士、再戦?, Ryū to kishi, saisen) - 246. L'incantesimo della distruzione (滅びの呪文?, Horobi no jumon) - 247. Un'ossessione durata 250 anni (弐佰伍拾年の執念?, Nihyaku gojū nen no shūnen) - 248. Vita dispersa (散らす命?, Chirasu inochi) - 249. Ciò che attende al culmine della disperazione (絶望の先に待つ?, Zetsubō no saki ni matsu) |                                                                             |                   |
| 28 | Trama Mettendo fuori combattimento le guardie, Vulcan e la sua famiglia vengono mandati all'interno di Amaterasu, mentre il resto della Compagnia forma una linea difensiva. La Compagnia 8 si appresta ad affrontare Ritsu e Charon che sono arrivati con un esercito di Infernali. Arthur avverte l'arrivo di Dragon e inizia a prepararsi. Hinawa e Arrow uniscono la loro potenza di fuoco per distruggere le ondate di Infernali formati da Ritsu, mentre Ogun fronteggia Charon fino a quando questi viene colpito alla schiena dal fucile di Hinawa nel momento esatto in cui sta espellendo energia, lasciandolo vulnerabile. Dragon arriva sul campo di battaglia e viene affrontato da Arthur. Vulcan, Yū e Lisa si dirigono verso il nucleo di Amaterasu, venendo fronteggiati da Giovanni. Vulcan usa le sue abilità per dissipare gli insetti che costituiscono il corpo di Giovanni, riducendolo a un insetto gigante con una maschera. Nel momento della vittoria, Giovanni si rianima e punge Yū con un insetto. Vulcan immediatamente chiede supporto via radio, ma l'ingresso esterno è bloccato da Charon. Hinawa inizia a scaricare colpi su colpi sul guardiano. Vulcano e Lisa usano il consiglio di Licht per distruggere lo sciame di Giovanni e schiacciargli la testa. Solo per scoprire che gli insetti che hanno attaccato Yū avevano lo scopo di trasferire la mente di Giovanni nel corpo del bambino. Mentre erano impegnati a distruggere la sua forma originale, Giovanni inserisce la chiave nel nucleo di Amaterasu e innesca il Cataclisma Finale.                                                  |                                                                             |                   |
| 29 | 17 giugno 2021 | ISBN 978-4-06-523577-5                                                      | 14 luglio 2022    |
| 29 | Capitoli - 250. Coloro che resistono (抗う者たち?, Aragau mono-tachi) - 251. Lo scudo va in pezzi sorridendo (盾は砕け笑う?, Tate ha kudake warau) - 252. L'immagine della fine (終末想像?, Shūmatsu Imēji) - 253. L'ombra che divora (影が喰らう?, Kage ga kurau) - 254. Dov'è la speranza (希望の在処?, Kibo no arika) - 255. La settima colonna (七柱目の女?, Nana Hashira-me no onna) - 256. Incontro con un fantasma (幻影の再開?, Gen’ei no saikai) - 257. L'ardente alfiere della disperazione (熱血絶望野郎?, Nekketsu zetsubō yarō) - 258. La prova per salvare il mondo (世界を救う試練?, Sekai wo sukū shiren) |                                                                             |                   |
| 30 | 17 agosto 2021 | ISBN 978-4-06-524488-3                                                      | 20 ottobre 2022   |
| 30 | Capitoli - 259. Amico mio! (友よ?, Tomo yo) - 260. Ghiaccio e fiamme, senza falsità (氷炎、偽りなく?, Hyōen, itsuwarinaku) - 261. Il re dei cavalieri scende in campo (騎士王が立つ?, Kishi-ō ga tatsu) - 262. Giuramento sulla spada (誓いを剣に?, Chikai wo ken ni) - 263. Un combattimento mitologico (神話の戦い?, Shinwa no tatakai) - 264. Trascendente (超越者?, Chōetsusha) - 265. Drago e cavaliere perforano il cielo (竜騎衝天?, Ryūki shōten) - 266. Battaglia senza limiti (制限不可の戦い?, Seigen-fuka no tatakai) - 267. Il cavaliere dello spazio (宇宙の騎士?, Sora no kishi) |                                                                             |                   |

## Volumi 31-34
| 31 | 15 ottobre 2021 | ISBN 978-4-06-525138-6 | 12 gennaio 2023  |
| 31 | Capitoli - 268. La tenuta da battaglia del re dei cavalieri (騎士王の戦装束?, Kishi- ōno ikusa shōzoku) - 269. Coloro che incidono il proprio nome (名を刻む者たち?, Na wo kizamu mono-tachi) - 270. Cosa alberga nella spada (剣に何を宿す?, Tsurugi ni nani wo yadosu) - 271. La morte come speranza (死は希望なり?, Shi ha kibōnari) - 272. Il re dei cavalieri (騎士王?, Kishi-ō) - 273. Il ritorno dell'eroe (ヒーロー復活?, Hīrō fukkatsu) - 274. Il salvatore e l'angelo custode (救世主と守護天使?, Kyūseishu to shugotenshi) - 275. Il dio della morte ride (死神が笑う?, Shinigami ga warau) - 276. Imitazione (マガイモノ?, Magaimonoo) - 277. Omaggio o plagio? (パクリかオマージュか?, Pakuri ka Omāju ka) |                        |                  |
| 32 | 17 dicembre 2021 | ISBN 978-4-06-526283-2 | 13 aprile 2023   |
| 32 | Capitoli - 278. Giungo (参る?, Mairu) - 279. Assault domina (突撃、制圧?, Asaruto, seiatsu) - 280. La sindrome attira palpate (ラッキースケベられ?, Rakki sukebe-rare) - 281. Lode all'arrapamento (スケベ尊し?, Sukebe tōtoshi) - 282. Grande è l'eros (エロは偉大なり?, Ero ha idainari) - 283. L'ombra dell'asso (切り札の影?, Kirifuda no kage) - 284. Il più forte contro il più pazzo (最強vs.最狂?, Saikyō vs. saikyō) - 285. Lo scontro per stabilire il più forte (最強決定戦?, Saikyō ketteisen) - 286. Nelle fauci della morte (死地に潜る?, Shichi ni moguru) |                        |                  |
| 33 | 17 marzo 2022 | ISBN 978-4-06-526890-2 | 13 luglio 2023   |
| 33 | Capitoli - 287. La santa della disperazione (絶望の聖女?, Zetsubō no seijo) - 288. Cos'è la salvezza (救いとは?, Sukui to ha) - 289. Diventare uno (一つとなりて?, Hitotsu to narite) - 290. Speranza bucata (穿たれた希望?, Ugatareta kibō) - 291. Il secondo sole (第二の太陽に?, Dai ni no taiyō ni) - 292. La quarta volta (四回目?, Yonkai-me) - 293. La famiglia Kusakabe (日部部家?, Kusakabe-ke) - 294. Disperazione contro speranza (絶望vs.希望?, Zetsubō vs. kibō) - 295. Apparizione (見参?, Genzan) |                        |                  |
| 34 | 17 maggio 2022 | ISBN 978-4-06-528055-3 | 16 novembre 2023 |
| 34 | Capitoli - 296. Shinrabansho-man (森羅万象マン?, Shinrabanshō Man) - 297. Il Big Bang della speranza (希望ビッグバン?, Kibō Bigguban) - 298. O Dio! (神よ?, Kami yo) - 299. La risposta (答え?, Kotae) - 300. L'unico modo (ただ一つの術?, Tada hitotsu no sube) - 301. Il futuro che ha scelto (選び取る未来?, Erabitoru mirai) - 302. Il giudizio divino (神の裁定?, Kami no saitei) - 303. Un mondo senza combustione umana (人体発火なき世界?, Jintai hakka naki sekai) - 304. La storia di un eroe (ヒーローの物語?, Hīrō no monogatari) |                        |                  |